# Большая Сундырка
Большая Сундырка — река в России, протекает по территории Горномарийского района республики Марий Эл. Река впадает в Чебоксарское водохранилище, а до создания водохранилища впадала в Сундырь, в 4,7 км по левому берегу, длина реки тогда составляла 19 км.

## Данные водного реестра
По данным государственного водного реестра России относится к Верхневолжскому бассейновому округу, водохозяйственный участок реки — Волга от устья реки Ока до Чебоксарского гидроузла (Чебоксарское водохранилище), без рек Сура и Ветлуга, речной подбассейн реки — Волга от впадения Оки до Куйбышевского водохранилища (без бассейна Суры). Речной бассейн реки — (Верхняя) Волга до Куйбышевского водохранилища (без бассейна Оки).
Код объекта в государственном водном реестре — 08010400312110000044164.

## Топографическая карта
- Лист карты O-38-142 Большой  Сундырь. Масштаб: 1 : 100 000. Издание 1978 г.